# 발파라이소현
발파라이소현(스페인어: Provincia de Valparaíso)은 칠레 발파라이소 주를 구성하는 8개의 현 가운데 하나로 현도는 발파라이소이며 면적은 2,146.6km2, 인구는 713,065명(2012년 기준), 인구 밀도는 330명/km2이다.